# Seven Lakes
Seven Lakes es un lugar designado por el censo ubicado en el condado de Moore en el estado estadounidense de Carolina del Norte. La localidad en el año 2000, tenía una población de 3.214 habitantes en una superficie de 25.4 km², con una densidad poblacional de 151.3 personas por km².

## Geografía
Seven Lakes se encuentra ubicado en las coordenadas 35°10′32″N 79°34′22″O / 35.17556, -79.57278. Según la Oficina del Censo, la localidad tiene un área total de 25,4 km² (9,8 mi²), de la cual 21,2 km² (8,2 mi²) es tierra y 4,1 km² (1,6 mi²) (16.33%) es agua.

### Localidades adyacentes
El siguiente diagrama muestra a las localidades en un radio de 16 kilómetros (9,9 mi) de Seven Lakes.

## Demografía
En el 2000 la renta per cápita promedia del hogar era de $31.911, y el ingreso promedio para una familia era de $60.625. El ingreso per cápita para la localidad era de $29.030. En 2000 los hombres tenían un ingreso per cápita de $51.049 contra $24.643 para las mujeres. Alrededor del 1.60% de la población estaba bajo el umbral de pobreza nacional.